# Куэстас, Мартин
Мартин Эстебан Куэстас Кардосо (исп. Martín Esteban Cuestas Cardozo; род. 8 декабря 1986, Монтевидео) — уругвайский легкоатлет, специалист по бегу на длинные дистанции и марафону. Выступает на профессиональном уровне с 2006 года, обладатель бронзовой медали чемпионата Южной Америки, победитель чемпионатов Уругвая, призёр ряда крупных международных стартов на шоссе, участник летних Олимпийских игр в Рио-де-Жанейро.

## Биография
Мартин Куэстас родился 8 декабря 1986 года в Монтевидео, Уругвай, одновременно с братом-близнецом Николасом, который впоследствии тоже стал известным бегуном.
Впервые заявил о себе в сезоне 2006 года, выиграв молодёжный чемпионат Уругвая в беге на 10 000 метров.
В 2009 году вошёл в состав уругвайской сборной и выступил в беге на 5000 метров на чемпионате Южной Америки в Лиме.
В 2010 году в первый раз стал чемпионом взрослого национального чемпионата в дисциплине 10 000 метров.
В 2011 году в дисциплине 5000 метров занял 11-е место на чемпионате Южной Америки в Буэнос-Айресе.
На чемпионате Южной Америки 2013 года в Картахене был девятым и восьмым на дистанциях 5000 и 10 000 метров соответственно.
В 2014 году принял участие в чемпионате мира по полумарафону в Копенгагене — с результатом 1:08:12 занял итоговое 92-е место.
На чемпионате Южной Америки 2015 года в Лиме показал 11-й результат в беге на 10 000 метров. С результатом 2:16:42 финишировал шестым на Буэнос-Айресском марафоне.
Выполнив олимпийский квалификационный норматив (2:19:00), удостоился права защищать честь страны на летних Олимпийских играх в Рио-де-Жанейро — в программе марафона показал время 2:28:10, расположившись в итоговом протоколе соревнований на 109-й строке.
В 2017 году занял 13-е место на Пражском марафоне, стал шестым в беге на 5000 метров на чемпионате Южной Америки в Асунсьоне и четвёртым на Асунсьонском марафоне.
В 2019 году был седьмым на чемпионате Южной Америки по полумарафону в Асунсьоне, показал 18-й результат на чемпионате Южной Америки по марафону в Буэнос-Айресе и 31-й результат на Чикагском марафоне.
В 2020 году занял 48-е и 52-е места на Севильском и Валенсийском марафонах соответственно.
В 2021 году в беге на 10 000 метров выиграл бронзовую медаль на чемпионате Южной Америки в Гуаякиле, показал 21-й результат на Энсхедском марафоне.
В 2022 году в очередной раз победил на чемпионате Уругвая в дисциплине 10 000 метров, занял 15-е место на иберо-американском чемпионате в Ла-Нусии и 13-е место на чемпионате Южной Америки по полумарафону в Буэнос-Айресе